# Ligne 5 du métro de Barcelone
Pour les articles homonymes, voir Ligne 5.
 (janvier 2019).
Si vous disposez d'ouvrages ou d'articles de référence ou si vous connaissez des sites web de qualité traitant du thème abordé ici, merci de compléter l'article en donnant les références utiles à sa vérifiabilité et en les liant à la section « Notes et références ».
La ligne 5 (en catalan : Línia 5 del metro de Barcelona, en espagnol : Línea 5 del metro de Barcelona) est l'une des douze lignes du réseau du métro de Barcelone, ouverte en 1959. Elle est exploitée par TMB et dessert quatre communes.

## Histoire
La ligne a été inaugurée le 21 juillet 1959 sous le nom de « Ligne II » en tant que deuxième axe transversal complétant le service de L1.

## Caractéristiques

### Stations et correspondances
|  |   |  | Station                 | Communes                                            | Correspondances |
|  | - |  | ----------------------- | --------------------------------------------------- | --------------- |
|  | ■ |  | Cornellà Centre         | Cornellà de Llobregat                               |                 |
|  | o |  | Gavarra                 | Cornellà de Llobregat                               |                 |
|  | o |  | Sant Ildefons           | Cornellà de Llobregat                               |                 |
|  | o |  | Can Boixeres            | L'Hospitalet de Llobregat                           |                 |
|  | o |  | Can Vidalet             | L'Hospitalet de Llobregat et Esplugues de Llobregat |                 |
|  | o |  | Pubilla Cases           | L'Hospitalet de Llobregat                           |                 |
|  | o |  | Ernest Lluch            | L'Hospitalet de Llobregat                           |                 |
|  | o |  | Collblanc               | L'Hospitalet de Llobregat                           |                 |
|  | o |  | Badal                   | Barcelone (Sants-Montjuïc)                          |                 |
|  | o |  | Plaça de Sants          | Barcelone (Sants-Montjuïc)                          |                 |
|  | o |  | Sants Estació           | Barcelone (Sants-Montjuïc)                          |                 |
|  | o |  | Entença                 | Barcelone (Eixample)                                |                 |
|  | o |  | Hospital Clínic         | Barcelone (Eixample)                                |                 |
|  | o |  | Diagonal                | Barcelone (Eixample)                                |                 |
|  | o |  | Verdaguer               | Barcelone (Eixample)                                |                 |
|  | o |  | Sagrada Família         | Barcelone (Eixample)                                |                 |
|  | o |  | Sant Pau \| Dos de Maig | Barcelone (Eixample)                                |                 |
|  | o |  | Camp de l'Arpa          | Barcelone (Sant Martí)                              |                 |
|  | o |  | La Sagrera              | Barcelone (Sant Andreu)                             |                 |
|  | o |  | Congrés                 | Barcelone (Sant Andreu)                             |                 |
|  | o |  | Maragall                | Barcelone (Nou Barris)                              |                 |
|  | o |  | Virrei Amat             | Barcelone (Nou Barris)                              |                 |
|  | o |  | Vilapicina              | Barcelone (Nou Barris)                              |                 |
|  | o |  | Horta                   | Barcelone (Horta-Guinardó)                          |                 |
|  | o |  | El Carmel               | Barcelone (Horta-Guinardó)                          |                 |
|  | o |  | El Coll \| La Teixonera | Barcelone (Gràcia et Horta-Guinardó)                |                 |
|  | ■ |  | Vall d'Hebron           | Barcelone (Horta-Guinardó)                          |                 |